# 板屋町 (岡崎市)
板屋町（いたやまち）は、愛知県岡崎市の町名。丁番を持たない単独町名である。

## 地理
岡崎市の西部に位置し、中心街の一角に相応する。町内に番地を持つ。

### 河川
- 乙川（菅生川）
- 早川

### 番地
| - 1 - 2 - 5 - 6 - 7 - 8 - 11 - 15 - 16 - 17 - 19 - 20 - 23 - 24 - 25 | - 26 - 27 - 28 - 30 - 32 - 33 - 36 - 37 - 38 - 39 - 40 - 44 - 45 - 46 - 47 | - 49 - 50 - 51 - 54 - 55 - 56 - 60 - 71 - 73 - 74 - 75 - 76 - 77 - 78 - 79 | - 80 - 81 - 82 - 83 - 85 - 86 - 87 - 88 - 89 - 91 - 92 - 93 - 94 - 95 - 97 | - 98 - 99 - 100 - 101 - 102 - 104 - 105 - 107 - 108 - 116 - 117 - 133 - 134 - 136 - 137 | - 138 - 139 - 140 - 141 - 145 - 146 - 148 - 149 - 150 - 151 - 152 - 155 - 156 - 157 - 158 | - 160 - 161 - 162 - 163 - 164 - 165 - 166 - 167 - 168 - 169 - 170 - 171 - 172 - 173 - 175 | - 176 - 177 - 178 - 179 - 180 - 181 - 182 - 183 - 184 - 185 - 188 - 189 - 190 - 214 - 215 | - 216 - 217 - 218 - 219 - 220 - 221 - 222 - 223 - 224 - 226 - 229 - 250 - 387 - 491 |

## 世帯数と人口
2019年（令和元年）5月1日現在の世帯数と人口は以下の通りである。
| 町丁   | 世帯数  | 人口    |
| ------ | ------- | ------- |
| 板屋町 | 535世帯 | 1,081人 |

### 人口の変遷
国勢調査による人口の推移
| 1995年（平成7年）  | 1,043人 | [ 5 ] |  |
| 2000年（平成12年） | 1,013人 | [ 6 ] |  |
| 2005年（平成17年） | 1,092人 | [ 7 ] |  |
| 2010年（平成22年） | 1,047人 | [ 8 ] |  |
| 2015年（平成27年） | 1,014人 | [ 9 ] |  |

## 小・中学校の学区
市立小・中学校に通う場合、学区は以下の通りとなる。
| 番・番地等 | 小学校             | 中学校             |
| ---------- | ------------------ | ------------------ |
| 全域       | 岡崎市立連尺小学校 | 岡崎市立城北中学校 |

## 歴史
額田郡岡崎板屋町を前身とする。

### 町名の由来
天正19年に、当時の岡崎城主田中吉政が城西の沼地であった当地を埋め立て、板屋を建てて町を造成したことによる。

### 沿革
- 1889年（明治22年）10月1日 - 町村制施行に伴い、岡崎横町・岡崎亀井町・岡崎久右衛門町・岡崎魚町・岡崎康生町・岡崎材木町・岡崎十王町・岡崎松本町・岡崎上肴町・岡崎伝馬町・岡崎田町・岡崎唐沢町・岡崎島町・岡崎投町・岡崎能見町・岡崎八幡町・岡崎板屋町・岡崎福寿町・岡崎門前町・岡崎祐金町・岡崎裏町・岡崎両町・岡崎連尺町・岡崎六地蔵町・岡崎籠田町・菅生村・中村・梅園村・八帖村・六供村が合併し、岡崎町大字板屋となる[12]。
- 1916年（大正5年）7月1日 - 市制施行に伴い、岡崎市大字板屋となる[13]。
- 1917年（大正6年）7月1日 - 板屋町に改称[13]。
- 1975年（昭和50年）12月6日 - 一部が中岡崎町となる[13][14]。

## 交通

### 鉄道
- 名鉄名古屋本線 岡崎公園前駅

### 道路
- 国道1号
  - 東海道（龍城通り）
- 国道248号
  - 明神橋
- 岡崎市道
  - 板屋本通り

## 施設
- 板屋稲荷神社
- 地蔵寺
- 照雲寺
- 乙川ローラースポーツ場（2021年3月6日オープン）[15][16]

## ギャラリー
- 伊賀川
- 名鉄橋梁
- 乙川ローラースポーツ場
- 板屋本通り

## その他

### 日本郵便
- 郵便番号 : 444-0053[3]（集配局：岡崎郵便局[17]）。

## 参考資料
- 「角川日本地名大辞典」編纂委員会 編『角川日本地名大辞典 23 愛知県』角川書店、1989年。
- 平凡社 編『日本歴史地名大系 23 愛知県の地名』1981年。
- 新編岡崎市史編さん委員会 編『新編岡崎市史 総集編 20』1993年。